# Città metropolitana di Milano
La città metropolitana di Milano è una città metropolitana italiana della Lombardia, 11ª per superficie territoriale preceduta da Genova e Venezia. Prevista per la prima volta dalla legge n. 142 sul nuovo ordinamento degli enti locali dell'8 giugno 1990, art. 17-21, è stata definitivamente istituita dalla Legge 7 aprile 2014, n. 56, sostituendo a partire dal 1º gennaio 2015 la preesistente provincia di Milano. La città di Milano è situata nel territorio chiamato "città metropolitana di Milano", ossia l'ex-provincia di Milano abolita.
Con una popolazione di 3 252 107 abitanti, è la seconda città metropolitana più popolosa del Paese dopo quella di Roma e prima di Napoli e si estende su una superficie di 1.575,65 km² comprendente 133 comuni metropolitani. Confina a nord con la provincia di Varese e la provincia di Monza e Brianza, a est con la provincia di Bergamo, a sud-est con la provincia di Cremona e la provincia di Lodi, a sud-ovest con la provincia di Pavia e a ovest con la provincia di Novara (Piemonte). Inoltre comprende il comune di San Colombano al Lambro, un'exclave compresa tra le province di Lodi e Pavia. Al suo interno, il territorio dell'hinterland milanese comprende le aree del Legnanese (Altomilanese), Rhodense, Magentino, Nord Milano, Martesana e Bassa Milanese. Inoltre, prima della costituzione e dell'attivazione della Provincia di Monza e Brianza, avvenuta nel 2009, i comuni di quel territorio erano compresi all'interno dell'allora provincia di Milano.

## Geografia fisica
Il territorio della città metropolitana di Milano è situato nella Lombardia centro-occidentale, nel tratto di alta pianura padana compreso tra il fiume Ticino a ovest e il fiume Adda a Est. Il territorio è attraversato, oltre che dall'Adda e dal Ticino, anche dall'Olona, dal Lambro, dal Seveso, dalla rete dei Navigli milanesi (Naviglio Grande, Naviglio Martesana, Naviglio Pavese) e da alcuni torrenti (Lura, Bozzente, Molgora, Arno).
Il Ticino e l'Adda segnano rispettivamente il confine occidentale e il confine orientale della città metropolitana. Il Ticino, proveniente dalla Svizzera italiana, forma il Lago Maggiore e confluisce nel Po a valle di Pavia. Affluente del Ticino nel territorio della città metropolitana di Milano è il torrente Arno. L'Arno attraversa l'Altomilanese ed è uno dei corsi d'acqua più inquinati della zona. L'Adda, proveniente dall'alta Valtellina, forma il Lago di Como e confluisce nel Po fra le province di Lodi e Cremona. In territorio metropolitano l'Adda alimenta il Canale Muzza, il quale a sua volta riceve le acque del torrente Molgora, proveniente dall'alta Brianza.
Il fiume Olona, proveniente dalle Prealpi Varesine, dopo aver attraversato l'Altomilanese, giunge a Milano dove confluisce nel Lambro Meridionale. Affluenti del fiume nel territorio della città metropolitana sono i torrenti Bozzente, Lura, Merlata (formato dal Nirone e dal Pudiga) e Pudiga. L'Olona talvolta è indicato anche come "Olona settentrionale" per l'omonimia con un altro Olona, che nasce a Bornasco e che sfocia nel Po dopo aver attraversato la provincia di Pavia. Questo secondo Olona, a sua volta, viene designato come "inferiore" o "meridionale". L'omonimia non è di origine imitativa o etimologica, ma è dovuta al fatto che originariamente si trattava di due tronconi dello stesso fiume, deviato dai Romani nel suo tratto superiore verso Milano
Il Lambro (o Lambro Settentrionale) proviene dal Triangolo Lariano, lambisce la periferia est di Milano e confluisce nel Po presso Orio Litta. Suo affluente in territorio metropolitano è il Colatore Lambro meridionale, derivato dall'Olona a Milano, che riceve le acque in eccesso dei navigli e confluisce nel Lambro in Provincia di Lodi. Il Seveso proviene dalle colline a sud di Como e dopo aver lambito la Brianza si perde nel labirinto idrico della città di Milano, confluendo in parte nel Naviglio della Martesana e quindi nel Cavo Redefossi e in parte nel Cavo Vettabbia.

## Storia
Il 28 settembre 2014, come stabilito dalla legge istitutiva dell'ente, ci fu la prima elezione a suffragio ristretto del Consiglio metropolitano: i 2056 elettori, composti dai sindaci e dai consiglieri comunali degli allora 134 comuni compresi nella Città Metropolitana di Milano, si recarono alle urne per l'elezione dei 24 membri di tale organo. Il sindaco di Milano dell'epoca Giuliano Pisapia divenne di diritto anche sindaco metropolitano.
Il 18 dicembre 2014 il Consiglio metropolitano approvò la bozza dello statuto della città metropolitana e il 22 dicembre 2014 la Conferenza metropolitana dei sindaci approvò lo statuto definitivo.
Il 1º gennaio 2015 la città metropolitana di Milano prese il posto della disciolta provincia omonima.

### Simboli
La città metropolitana ha ereditato l'emblema della provincia di Milano, concesso con D.P.R. del 22 aprile 1998.

## Società

### Etnie e minoranze straniere
Secondo le statistiche ISTAT al 1º gennaio 2021 la popolazione straniera residente nella città metropolitana era di 489.408 persone, pari al 15,1% della popolazione. Le dieci nazionalità maggiormente rappresentate erano:
- Egitto 64.029
- Romania 48.407
- Filippine 48.177
- Cina 45.103
- Perù 30.394
- Albania 22.557
- Sri Lanka 22.360
- Ecuador 22.001
- Ucraina 19.656
- Marocco 19.587

Tra le province e le città metropolitane italiane, la Città metropolitana di Milano è l'area nella quale il numero complessivo di residenti stranieri è il secondo più alto, dopo la Città metropolitana di Roma Capitale, con 516.297 persone (dove rappresentano il 12,2% della popolazione) e prima di Torino (213.042 residenti, il 9,6% della popolazione).
In termini assoluti, i comuni metropolitani con il maggior numero di residenti stranieri sono Milano (276.776 abitanti), Cinisello Balsamo (15.413), Sesto San Giovanni (13.961) e Pioltello (8.858), mentre in percentuale Baranzate, Pioltello e Milano sono i comuni con più residenti stranieri (rispettivamente il 36%, il 25% e il 20%).

### Religione
Quasi tutto il territorio della città metropolitana di Milano fa parte dell'arcidiocesi di Milano (fanno eccezione il comune di Cassano d'Adda, esclusa la frazione Groppello, che fa parte della diocesi di Cremona, 7 comuni al confine con la provincia di Lodi, appartenenti alla diocesi di Lodi), inoltre fanno parte della diocesi di Pavia i comuni di Casarile e Binasco situati al confine con la provincia di Pavia.

### Qualità della vita
Nel 2019, per il secondo anno consecutivo, la città metropolitana di Milano si è classificata al primo posto nella graduatoria stilata da Il Sole 24 Ore che misura la qualità di vita nelle province italiane. I fattori che hanno permesso la conquista di questo primato sono il costante incremento demografico, il cui aumento continua ininterrottamente dal 2012, lo stile di vita sempre più attento alle questioni ecologiche, un'offerta culturale molto ampia, gli interventi focalizzati allo sviluppo della periferia cittadina e l'estesa e radicata attività imprenditoriale, che genera lavoro e ricchezza. L'unico indicatore a scapito della qualità della vita a Milano è la sicurezza, a causa dell'alto numero di reati denunciati.

## Comuni metropolitani

Comuni citati, con al centro Milano

- Abbiategrasso
- Albairate
- Arconate
- Arese
- Arluno
- Assago
- Baranzate
- Bareggio
- Basiano
- Basiglio
- Bellinzago Lombardo
- Bernate Ticino
- Besate
- Binasco
- Boffalora sopra Ticino
- Bollate
- Bresso
- Bubbiano
- Buccinasco
- Buscate
- Bussero
- Busto Garolfo
- Calvignasco
- Cambiago
- Canegrate
- Carpiano
- Carugate
- Casarile
- Casorezzo
- Cassano d'Adda
- Cassina de' Pecchi
- Cassinetta di Lugagnano
- Castano Primo
- Cernusco sul Naviglio
- Cerro al Lambro
- Cerro Maggiore
- Cesano Boscone
- Cesate
- Cinisello Balsamo
- Cisliano
- Cologno Monzese
- Colturano
- Corbetta
- Cormano
- Cornaredo
- Corsico
- Cuggiono
- Cusago
- Cusano Milanino
- Dairago
- Dresano
- Gaggiano
- Garbagnate Milanese
- Gessate
- Gorgonzola
- Grezzago
- Gudo Visconti
- Inveruno
- Inzago
- Lacchiarella
- Lainate
- Legnano
- Liscate
- Locate di Triulzi
- Magenta
- Magnago
- Marcallo con Casone
- Masate
- Mediglia
- Melegnano
- Melzo
- Mesero
- Milano
- Morimondo
- Motta Visconti
- Nerviano
- Nosate
- Novate Milanese
- Noviglio
- Opera
- Ossona
- Ozzero
- Paderno Dugnano
- Pantigliate
- Parabiago
- Paullo
- Pero
- Peschiera Borromeo
- Pessano con Bornago
- Pieve Emanuele
- Pioltello
- Pogliano Milanese
- Pozzo d'Adda
- Pozzuolo Martesana
- Pregnana Milanese
- Rescaldina
- Rho
- Robecchetto con Induno
- Robecco sul Naviglio
- Rodano
- Rosate
- Rozzano
- San Colombano al Lambro
- San Donato Milanese
- San Giorgio su Legnano
- San Giuliano Milanese
- San Vittore Olona
- San Zenone al Lambro
- Santo Stefano Ticino
- Sedriano
- Segrate
- Senago
- Sesto San Giovanni
- Settala
- Settimo Milanese
- Solaro
- Trezzano Rosa
- Trezzano sul Naviglio
- Trezzo sull'Adda
- Tribiano
- Truccazzano
- Turbigo
- Vanzaghello
- Vanzago
- Vaprio d'Adda
- Vermezzo con Zelo
- Vernate
- Vignate
- Villa Cortese
- Vimodrone
- Vittuone
- Vizzolo Predabissi
- Zibido San Giacomo

### Comuni metropolitani più popolosi
Di seguito è riportata la lista dei venticinque principali comuni della città metropolitana ordinati per numero di abitanti (dati: Istat 01/01/2025):
| Posizione | Stemma | Comune                | Popolazione (ab) | Superficie (km²) | Densità (ab/km²) | Altitudine (m s.l.m.) |
| --------- | ------ | --------------------- | ---------------- | ---------------- | ---------------- | --------------------- |
| 1°        |        | Milano                | 1.366.155        | 181,67           | 7.519,98         | 122                   |
| 2°        |        | Sesto San Giovanni    | 78.843           | 11,7             | 6.738,72         | 140                   |
| 3°        |        | Cinisello Balsamo     | 74.847           | 12,72            | 5.884,20         | 154                   |
| 4°        |        | Legnano               | 60.646           | 17,68            | 3.430,20         | 199                   |
| 5°        |        | Rho                   | 50.831           | 22,24            | 2.285,57         | 158                   |
| 6°        |        | Paderno Dugnano       | 47.534           | 14,11            | 3.368,82         | 163                   |
| 7°        |        | Cologno Monzese       | 47.153           | 8,40             | 5.613,45         | 131                   |
| 8°        |        | Rozzano               | 41.578           | 12,24            | 3.396,90         | 103                   |
| 9°        |        | San Giuliano Milanese | 40.028           | 30,87            | 1.296,66         | 98                    |
| 10°       |        | Pioltello             | 37.270           | 13,09            | 2.847,21         | 122                   |
| 11°       |        | Segrate               | 37.079           | 17,49            | 2.120,01         | 115                   |
| 12°       |        | Bollate               | 36.356           | 13,12            | 2.771,04         | 156                   |
| 13°       |        | Cernusco sul Naviglio | 34.773           | 13,22            | 2.630,33         | 134                   |
| 14°       |        | Corsico               | 34.679           | 5,36             | 6.469,96         | 115                   |
| 15°       |        | Abbiategrasso         | 32.709           | 47,78            | 684,58           | 120                   |
| 16°       |        | San Donato Milanese   | 32.202           | 12,88            | 2.500,16         | 102                   |
| 17°       |        | Parabiago             | 28.233           | 14,29            | 1.975,72         | 184                   |
| 18°       |        | Garbagnate Milanese   | 26.899           | 9,00             | 2.988,78         | 179                   |
| 19°       |        | Bresso                | 26.530           | 3,38             | 7.849,11         | 142                   |
| 20°       |        | Buccinasco            | 26.455           | 12,00            | 2.204,58         | 113                   |
| 21°       |        | Lainate               | 26.360           | 12,93            | 2.038,67         | 176                   |
| 22°       |        | Magenta               | 24.735           | 21,99            | 1.124,83         | 138                   |
| 23°       |        | Peschiera Borromeo    | 24.319           | 23,22            | 1.047,33         | 107                   |
| 24°       |        | Cesano Boscone        | 23.322           | 3,94             | 5.919,29         | 119                   |
| 25°       |        | Trezzano sul Naviglio | 21.723           | 10,77            | 2.016,99         | 116                   |

Il comune meno popoloso è Nosate, con 638 abitanti.

### Zone omogenee
Nella seduta del 17 settembre 2015, in base all'articolo 29 dello statuto della città metropolitana di Milano, il Consiglio metropolitano ha deliberato la proposta di costituzione delle seguenti 7 zone omogenee:
| N. | Zona omogenea        | Popolazione (ab) | Superficie (km²) | Densità (ab/km²) | N° comuni | Note |
| -- | -------------------- | ---------------- | ---------------- | ---------------- | --------- | --- |
| 1  | Alto Milanese        | 258.743          | 215,23           | 1.202,17         | 22        | La parte nord occidentale della città metropolitana                                                              |
| 2  | Magentino-Abbiatense | 213.745          | 360,44           | 593,01           | 29        | Formata dal Magentino e dall'Abbiatense, i territori che fanno capo rispettivamente a Magenta e ad Abbiategrasso |
| 3  | Sud Ovest            | 238.729          | 179,94           | 1.328,34         | 16        | |
| 4  | Sud Est              | 173.267          | 179,72           | 964,10           | 15        | |
| 5  | Adda Martesana       | 384.082          | 273,35           | 1.618,21         | 29        | Si trova nei territori caratterizzati dalla presenza del fiume Adda e del Naviglio della Martesana               |
| 6  | Nord Ovest           | 315.749          | 135,82           | 2.324,76         | 16        | |
| 7  | Nord Milano          | 267.696          | 49,48            | 5.410,19         | 6         | 7 comuni situati nell'immediato nord della città di Milano, contraddistinti da un forte sviluppo urbanistico     |
|    | Milano               | 1.397.457        | 181,77           | 7692,28          |           | |
|    | Totale senza Milano  | 1.852.011        | 1.393,98         | 1328,58          | 132       | |
|    | Totale con Milano    | 3.237.101        | 1.575,65         | 2054,45          | 133       | |

Queste zone omogenee, delimitate secondo caratteristiche geografiche, demografiche, storiche, economiche e istituzionali, non sono unità amministrative ma delle aggregazioni sovracomunali con un ruolo rilevante nell'ambito dei servizi metropolitani decentrati della Città metropolitana, in particolare nell'ambito della pianificazione territoriale.
Gli organi delle zone omogenee sono l'Assemblea e il Presidente. L'Assemblea è composta dai Sindaci dei comuni il cui territorio sia compreso nella zona. L'Assemblea svolge funzioni consultive, propositive e di coordinamento in ordine a questioni di interesse generale attinenti alle funzioni attribuite.
Il Presidente è eletto a maggioranza assoluta dall'assemblea tra i propri componenti nella prima seduta convocata e presieduta dal Sindaco metropolitano. Il Presidente rappresenta la zona nei rapporti con gli altri enti pubblici e con i privati e promuove il coinvolgimento dei soggetti pubblici e privati alla definizione di piani, programmi e progetti a rilevanza zonale, anche attraverso strumenti di partecipazione diretta.
Già la provincia di Milano aveva attivato diverse collaborazioni tra i vari Comuni, raggruppati nei "tavoli interistituzionali" (che avevano l'obiettivo di gestire il territorio di ciascun ambito a una scala intermedia tra quella provinciale e quella comunale) e aveva identificato i seguenti dieci ambiti territoriali:
| Zona                  | Popolazione (ab) | Superficie (km²) | Densità (ab/km²) | Numero Comuni |
| --------------------- | ---------------- | ---------------- | ---------------- | ------------- |
| Milano                | 1 332 516        | 181,76           | 7 334,82         | 1             |
| Nord Milano           | 316 646          | 57,93            | 5 466,01         | 7             |
| Rhodense              | 315 749          | 135,82           | 2 324,76         | 16            |
| Legnanese             | 188 472          | 96,46            | 1 953,89         | 11            |
| Castanese             | 61 022           | 118,55           | 514,74           | 11            |
| Magentino             | 125 226          | 135,88           | 921,59           | 13            |
| Abbiatense-Binaschino | 107 205          | 284,30           | 377,08           | 21            |
| Sud Milano            | 217 674          | 125,38           | 1 736,11         | 12            |
| Sud-est Milano        | 173 267          | 179,72           | 964,09           | 15            |
| Martesana Adda        | 337 355          | 166,58           | 2 025,18         | 28            |

## Economia

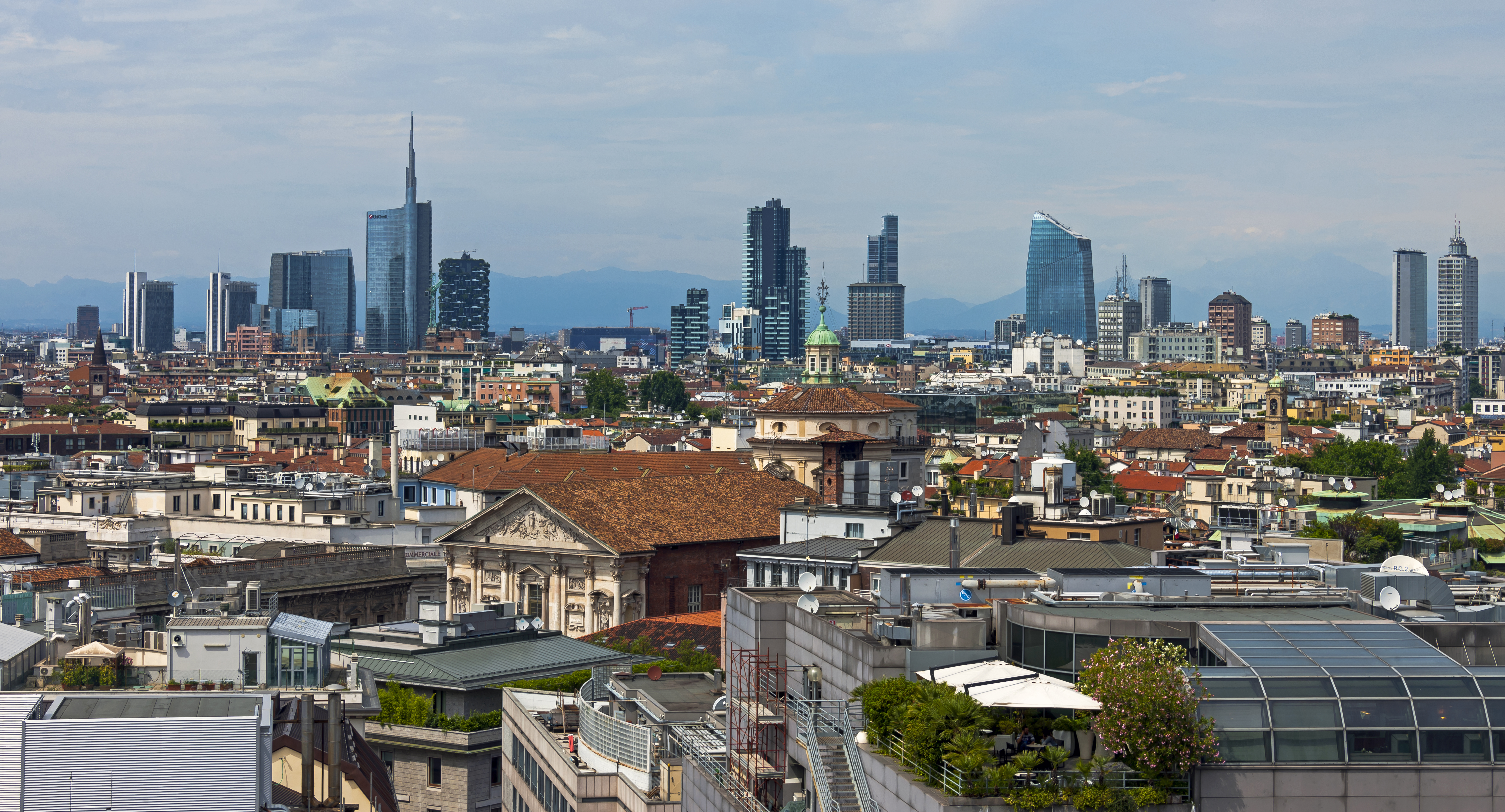
Panorama di Milano

La città metropolitana di Milano è una delle aree economiche più importanti d'Italia: con 338.011 imprese attive nel 2005 concentra il 42,3% delle imprese lombarde e il 6,6% delle imprese italiane attive e operanti. Questo elemento le consente di generare un alto livello di produttività: con un PIL annuo pro capite di 43000 euro conferma la prima posizione, poiché da sola concentra la maggior percentuale del PIL nazionale e annualmente produce una ricchezza superiore ai 200 miliardi di Euro.
La presenza qualificata e differenziata di ogni comparto economico ha consentito a Milano di affrontare, con un buon vantaggio rispetto ad altre città italiane, le nuove sfide competitive e di confrontarsi con le principali città europee nella capacità di attrarre società e banche straniere: il numero di unità produttive facenti capo ad imprese partecipate da multinazionali estere ha superato in Lombardia la soglia delle mille unità, di cui oltre la metà localizzate nella città metropolitana, e qui hanno sede le maggiori banche italiane ed estere.
A partire dagli anni settanta, come è successo per tutti i centri urbani europei, la produzione industriale pesante ha lasciato spazio al settore dei servizi e alle attività terziarie, soprattutto quelle più qualificate e a più alto valore aggiunto, sviluppatesi in stretta connessione con le imprese produttive dell'area.
Nel corso degli anni 90, l'evoluzione tecnologica e la globalizzazione dell'economia hanno definitivamente modificato anche il suo tradizionale modello produttivo che oggi si basa su una fitta rete di imprese produttive di piccola e piccolissima dimensione, a cui si affianca un numero limitato di medio-grandi aziende.
Nell'area milanese si concentra il 15% delle imprese italiane attive nei settori hi-tech (manifatturieri e terziari) e ben il 31% dei relativi addetti.
Uno dei principali motori di sviluppo dell'area milanese è rappresentato dall'economia creativa, cioè quel ramo dell'economia che comprende alcuni particolari settori in grado di generare nuova ricchezza e proprietà intellettuale (brevetti, diritti d'autore, marchi di fabbrica, design registrato), che svolge un ruolo trainante anche per le attività produttive tradizionali.
Milano si pone anche come capitale del non-profit, in cui la vocazione agli affari si combina con le antiche tradizioni solidaristiche e mutualistiche della società civile lombarda. Nell'area milanese operano quasi 11.000 istituzioni. Il mondo del non-profit riveste un ruolo importante nel sistema economico e sociale locale, mobilitando risorse umane e finanziarie significative; il numero di addetti complessivo è pari al 10% del totale nazionale e a circa il 50% di quello della Lombardia.
La maggior parte delle aziende milanesi e dei relativi addetti opera nel settore dei servizi (69%). Il crescente livello di terziarizzazione dell'economia milanese ha ridotto la tradizionale vocazione industriale del territorio al 28%.
L'agricoltura rappresenta il 2% dell'economia della città metropolitana e, nonostante il numero limitato di addetti, continua a mantenere un ruolo importante: localizzata per lo più nella parte meridionale del territorio, presenta caratteristiche di elevata meccanizzazione e produttività.

## Natura
Sul territorio milanese esistono sei parchi regionali:
- Parco Adda Nord
- Parco Agricolo Sud Milano
- Parco delle Groane
- Parco Nord Milano
- Parco della valle del Lambro
- Parco naturale lombardo della Valle del Ticino, nel 2022 inserito dall'UNESCO nella Rete mondiale di riserve della biosfera[15]

## Sport
La città metropolitana di Milano vanta due club calcistici italiani plurititolati a livello nazionale e internazionale, i due club sono Milan e Inter e giocano le proprie gare interne allo stadio San Siro, uno dei più grandi stadi d'Europa, per capienza spettatori in caso di eventi sportivi e non.
Nella capitale della moda, per quanto riguarda il basket, ha sede l’Olimpia Milano che gioca in Lega Basket A nonché il campionato più importante per la pallacanestro italiana.

## Amministrazione

Gonfalone

Attualmente il Consiglio metropolitano è scelto con elezione di secondo livello ossia l'elettorato attivo e passivo è riservato ai consiglieri comunali e ai sindaci dei comuni metropolitani, mentre il sindaco metropolitano è di diritto quello di Milano. Va tenuto in considerazione il fatto che il voto non è uguale per tutti bensì è ponderato, pertanto ad esempio il voto di un consigliere di Milano pesa più del voto di un piccolo comune poiché rappresentativo di un maggior numero di abitanti.
| Nº | Nº | Ritratto       | Nome             | Mandato         | Mandato               | Partito      | Carica                |
| Nº | Nº | Ritratto       | Nome             | Inizio          | Fine                  | Partito      | Carica                |
| -- | -- | -------------- | ---------------- | --------------- | --------------------- | ------------ | --------------------- |
| 1  |    |                | Giuliano Pisapia | 1º gennaio 2015 | 21 giugno 2016        | Indipendente | Sindaco metropolitano |
| 2  |    |                | Giuseppe Sala    | 21 giugno 2016  | 8 ottobre 2021        | Indipendente | Sindaco metropolitano |
| 2  |    | 8 ottobre 2021 | Giuseppe Sala    | in carica       | Partito Verde Europeo |              | Sindaco metropolitano |

## Giustizia

I comuni della città metropolitana divisi secondo le competenze giudiziarie.

Nel capoluogo, presso il Palazzo di Giustizia, hanno sede il Tribunale, la Corte d'Appello, la Procura della Repubblica e la Corte d'Assise, mentre in via Sforza ha sede il Giudice di Pace.
La Circoscrizione Giudiziaria di Milano non comprende, tuttavia, la totalità dei comuni della città metropolitana, la cui competenza è suddivisa tra alcune circoscrizioni confinanti. È invece ricompreso nelle competenze della circoscrizione di Milano il comune di Limbiate (MB).

### Sicurezza
Al 2010, la allora provincia di Milano risultava prima per numero di reati complessivi denunciati, terza per numero di furti in appartamento e seconda per numero di borseggi.. Sussiste poi il problema delle baby gang.